# Georgi Fjodorowitsch Sacharow

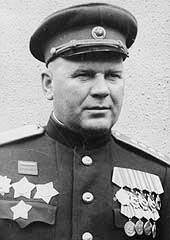
Georgi Fjodorowitsch Sacharow

Georgi Fjodorowitsch Sacharow (russisch Георгий Фёдорович Захаров; * 23. Apriljul. / 5. Mai 1897greg. im Dorf Schilowo, Provinz Saratow; † 26. Januar 1957 in Moskau) war ein sowjetischer Armeegeneral und im Zweiten Weltkrieg 1944 Kommandeur der 2. Weißrussischen Front.

## Leben

### Jugendzeit
Seine ärmliche Kindheit in einer dreizehnköpfigen Bauernfamilie war trostlos. Ohne Schule, kaum elf Jahre alt, brachte ihn sein Vater zum Arbeiten nach Saratow. Als Laufbursche in einer Nagelfabrik, als Helfer in einer Schuhfabrik und Schneiderei, zuletzt als Verpacker etwa fünf Jahre in einem Lagerhaus tätig, verlebte er eine schwere Kindheit und Jugend. Seine Grundschulausbildung erhielt er nebenbei an einer Sonntagsschule in Saratow, wo er an der dortigen Realschule in den Prüfungen mit der 2. Leistungsgruppe absolvierte.

### Frühe Militärkarriere
Nach Ausbruch des Ersten Weltkrieges trat er Ende 1915 in den zaristischen Militärdienst ein. Nach dem Abschluss der Junkerschule in Tschistopol wurde er 1917 zum Fähnrich befördert und zum Reserve-Regiment Nr. 240 ernannt. Im Juli 1917 diente er im 1. Infanterie-Regiment als Unteroffizier und Zugsführer. Im Oktober 1917 wurde er zum Leutnant ernannt. Er nahm an der Ostfront am Kampf gegen die weißen Ural-Kosaken teil. Er wurde Mitglied der Roten Armee und kämpfte ab August 1919 gegen die Weißgardisten an der Ostfront. Im Russischen Bürgerkrieg befehligte er ab August 1919 eine Kompanie im 51. separaten Infanteriebataillon im Verband der 4. Roten Armee. Im April 1920 besuchte er den Offiziers-Infanteriekurs in Saratow und wurde dann bei Kämpfen im Ural verwundet. Zur Ausheilung weilte er nach Wladikawkas geschickt, wo er mit dem Kommando des 1. Infanteriebataillons betraut wurde. 1922 wurde er nach Moskau gesandt, um den Schießkurs „Wystrel“ der Komintern zu besuchen. Im Jahr 1929 wurde er Politischer Kommissar des 2. Regiments der Moskauer Proletarischen Division, gleichzeitig besuchte er den Abendkurs an der Frunse-Militärakademie. Nach dem Abschluss dieser Akademie wurde er 1933 zum stellvertretenden Kommandeur der 17. Schützendivision ernannt, die damals von Oberst I. S. Konew kommandiert wurde. Ab August 1932 war er stellvertretender Leiter des militär-ökonomischen Dienstes und danach Assistent des Leiters der Logistikabteilung dieser Division.
Ab Mai 1935 war er Leiter der Ingenieurbüros der operativ-taktischen Sektion an der Kuibyschewer Militärakademie. Am 17. Februar 1936 wurde er zum Major befördert, ging nach Leningrad und wurde zum Stabschef des 1. Schützenkorps ernannt, das damals von General Tolbuchin kommandiert wurde. Seit März 1937 war er Stellvertretender Stabschef des 19. Schützenkorps. 1937 wurde er auf Beschluss des Zentralkomitees der Kommunistischen Partei zum Studium an die Militärakademie des Generalstabs geschickt. In den Vorkriegsjahren wurde er 1938 zum Oberst, am 11. April 1939 zum Brigadekommandeur und am 4. Juni zum Generalmajor befördert. Nach seinem Abschluss an der Akademie fungierte er ab April 1939 als Stabschef des Militärbezirks Ural, wo er bis zum Beginn des Zweiten Weltkriegs verblieb.

### Im Zweiten Weltkrieg
Nach der deutschen Invasion wurde er im Juni 1941 zum Generalstabschef der im Raum Newel verteidigenden 22. Armee (Generalmajor F. A. Jerschakow) ernannt. Im August 1941 wurde er Stabschef der Brjansker Front und im Oktober 1941 Kommandeur dieser Front. Seit Dezember 1941 fungierte er als stellvertretender Befehlshaber der Westfront. Als Oberst A. K. Kononenkow, der Operationschef des 1. Garde-Kavalleriekorps inkompetente Aktionen an der Rollbahn befahl, die zu vielen Verletzten führte und den Durchbruch nach Wjasma durch General Below organisierte, verblieb Sacharow in der zweiten Staffel bei der 325. Schützendivision. Im Mai 1942 wurde er zum Stabschef der Nordkaukasusfront ernannt. Im August 1942 wurde er Stabschef der Südostfront. Von Oktober 1942 bis Februar 1943 fungierte er als Stellvertretender Befehlshaber der Stalingrader- und der Südfront. Während der kritischsten Zeit vom 15. bis 20. Dezember 1942 befand sich Sacharow ausnahmslos im Hauptquartier seines Kommandos. Im Februar 1943 wurde er zum Kommandeur der 51. Armee bei der Südfront berufen und nahm mit seinen Truppen an der Mius-Operation teil. Am 30. Juli 1943 wurde er Kommandeur der 2. Garde-Armee an der Südfront und bewährte sich bei der Rückeroberung der Halbinsel Krim und von Sewastopol. Im Juli 1944 wurde er im Zuge der Vorbereitung der Operation Bagration Kommandeur der 2. Weißrussischen Front. Seine Truppen betrieben seit dem 5. Juli 1944 die Bialystoker Operation, die mit der Befreiung der Stadt am 27. Juli endete. An der Spitze dieser Front nahm er an der Lomscha-Ruschaner Operation teil und erhielt am 28. Juli 1944 den Rang eines Armeegenerals. Im November 1944 wurde er Kommandeur der in Ungarn operierenden 4. Gardearmee. Im April 1945 wurde er noch stellvertretender Befehlshaber der 4. Ukrainischen Front.
Nach dem Krieg befand sich Sacharow ab Herbst 1945 auf dem Posten des Kommandanten der Truppen des Südurals, der 1946 in Ostsibirischen Militärbezirk umbenannt wurde. Von 1950 bis 1953 übernahm er die Leitung der Artillerie-Kurse für Offiziere der Roten Armee. Seit September 1954 war er Chef der Hauptabteilung für die Kampfausbildung der Bodentruppen. Von 1950 bis 1954 war er Abgeordneter des Obersten Sowjets beim dritten Kongress. Er verstarb 1957 in Moskau und wurde auf dem Nowodewitschi-Friedhof beigesetzt.